# Жертва (фильм, 1980)
«Жертва» (кит. 身不由己, англ. The Victim) — гонконгский фильм с боевыми искусствами режиссёра Саммо Хуна, вышедший в 1980 году.

## Сюжет
Богатый человек с добрым сердцем берёт к себе бездомного сироту по имени Чунъяу. Избалованный и ревнивый сын этого человека, Чо Вин, не рад новому брату. Чунъяу с возрастом становится мастером боевых искусств, а Чо Вин превращается в главаря банды. Чо Вин в обиде на брата потому, что Чунъяу похитил его девушку. Теперь Чо Вин ставит себе цель выследить Чунъяу и его невесту Ют И, что вынуждает молодожён скрываться от лидера банды. Но, однажды, Чунъяу натыкается на крутого парня, Чань Вина, который сразу же бросает Чунъяу вызов. Чунъяу разбирается с парнем, из-за чего побеждённый желает стать учеником Чунъяу. Чань Вин пообещал своим предкам, что будет учиться кунг-фу у человека, который побьёт его. Тем не менее, Чунъяу и его жена стараются вести себя сдержанно, и они не хотят иметь никаких дел с Чань Вином, поскольку его действия привлекают внимание окружающих. Между тем, Чань Вин задаётся вопросом, почему такой хороший боец как Чунъяу вынужден скрываться.
Когда приёмный отец находится при смерти, Чунъяу с женой идёт навестить его. Как только Чунъяу входит в комнату отца, его окружают люди Чо Вина. Они позволяют Чунъяу поговорить с отчимом. Чо Вин, кажется, оплакивает смерть отца, но, как только Чунъяу выходит из комнаты, Чо Вин приказывает своим людям атаковать брата. Чань Вин приходит вовремя, чтобы помочь отбиться от нападающих. Ют И не выдерживает и просит Чо Вина остановить насилие. Она говорит мужу, что устала от жизни в бегах и что останется с Чо Вином. Искалеченный и раздавленный Чунъяу уходит, за ним уходит и Чань Вин. Но, на самом деле, Ют И не хочет жить с Чо Вином. После того, как Чо Вин отзывает награду за голову Чунъяу, Ют И кончает жизнь самоубийством. Смерть Ют И усиливает вражду двух братьев. Чо Вин нанимает убийц, чтобы справиться с Чунъяу. Чунъяу и Чань Вин разрабатывают свой план, чтобы раз и навсегда покончить с бандой.

## В ролях
- Саммо Хун — Чань Вин
- Лён Каянь — Лён Чунъяу
- Фанни Ван[кит.] — Ют И
- Чжан И[англ.] — Чо Вин
- Карл Мака — аббат
- Уилсон Тхон — Тхон Вайсин
- Чун Фат[кит.] — Фаньтхань
- Чань Лун — брат Ют И
- Билли Чань — друг Чунъяу
- Чён Хэй — приёмный отец Чунъяу
- Юнь Моу — Юнь Ваньсин
- Уэллсон Чинь[кит.] — банщик

## Съёмочная группа
- Компания: Graffon Film (H.K.) Co., Eng Wah & Co. H.K.
- Продюсер: Джиджи Вон[кит.]
- Исполнительный продюсер: Хуан Фэн[англ.]
- Режиссёр: Саммо Хун
- Сценарист: Лау Тхиньчхи[кит.]
- Постановка боевых сцен: Саммо Хун, Юань Бяо, Лам Чинъин, Билли Чань
- Режиссёр монтажа: Питер Чён
- Оператор: Ма Куньва
- Композитор: Фрэнки Чань[кит.]